# Syrrhopodon kiiense
Syrrhopodon kiiense är en bladmossart som beskrevs av Iwatsuki 1959. Syrrhopodon kiiense ingår i släktet Syrrhopodon och familjen Calymperaceae. Inga underarter finns listade i Catalogue of Life.